# Lapio
Lapio – miejscowość i gmina we Włoszech, w regionie Kampania, w prowincji Avellino.
Według danych na 1 stycznia 2022 roku gminę zamieszkiwały 1432 osoby (731 mężczyzn i 701 kobiet).